# والکا والقا (اپوریماک)
والکا والقا (به اسپانیایی: Wallqa Wallqa) یک کوه در پرو است که در Peru, Apurímac Region, Antabamba Province واقع شده‌است. والکا والقا ۵٬۲۰۰ متر بالاتر از سطح دریا واقع شده‌است.